# Beukenbladvlieskelkje
Het beukenbladvlieskelkje (Hymenoscyphus phyllophilus) is een schimmel behorend tot de familie Helotiaceae. Het leeft op blad van loofbomen en is oorspronkelijk beschreven van Fagus.

## Kenmerken
De apothecia zijn witachtig en hebben een diameter van circa 0,5 mm.
De asci meten 79 × 9 µm. De ascosporen zijn spoelvormig en meten 12-15 × 3-4 µm.

## Verspreiding
Het beukenbladvlieskelkje komt in Nederland zeldzaam voor.